# 게오르크 그로처
게오르크 그로처(독일어: Georg Grozer, 헝가리어: Grózer György 그로제르 죄르지[*], 1984년 11월 27일~)는 헝가리 출신 독일의 배구 선수이다.

## 개인사
그로처는 헝가리의 부다페스트에서 태어났다. 아버지 게오르크 그로처 1세는 전직 배구 선수이자 감독이다. 아내 비올레타는 폴란드인으로, 레나 (2007년생)와 로린 (2000년생)이라는 딸이 있다.